# Cardano
Cardano — криптовалютна платформа з алгоритмом консенсусу Proof of Stake (PoS). Розроблена як децентралізована платформа для розробки децентралізованих додатків (DApps) з блокчейном, що підтримує багато активів (англ. multi-asset ledger) і розумні контракти (англ. smart contracts). Внутрішньою криптовалютою Cardano є Ada (символ: ₳).

## Історія
Розробка платформи розпочалася у 2015 році, використання платформи розпочалось у 2017 році. Розробником платформи є Чарльз Хоскінсон (Charles Hoskinson), який був також співзасновником Ethereum та BitShares.
Криптовалюта Ada дебютувала з ринковою капіталізацією 600 мільйонів доларів. На кінець 2017 року вона мала ринкову капіталізацію 10 мільярдів доларів, у 2018 році вже 33 мільярди доларів. Станом на 22:28 03.02.2023 капіталізація криптовалюти становить 13,9 млрд доларів і вона займає восьму сходинку в списку криптовалют за цим показником.
Криптовалюта Cardano використовує свій власний блокчейн під назвою Cardano Settlement Layer (CSL). CSL — це шар розподіленого реєстру транзакцій для підтримки операцій з криптовалютними гаманцями. Другий шар, названий Cardano Computation Layer (CCL) підтримуватиме смарт-контракти та децентралізовані додатки. Така багаторівнева архітектура дозволяє спростити поновлення протоколу.
Фінансові державні регулятори зазвичай скептично ставляться до використання анонімних криптовалют в традиційній фінансовій системі. Для боротьби із подібним явищем платформа Cardano опціонально може включати в блокчейн метадані, захищені криптографічним методом, що дозволить взаємодіяти з зовнішніми регуляторами, зберігши в достатній мірі конфіденційність власників криптовалют.

## Технічні аспекти
На відміну від багатьох інших блокчейнів, Cardano не покладається на технічну основу Bitcoin або інших криптовалют. Натомість технологічна компанія Input Output Hong Kong (IOHK), заснована Чарльзом Хоскінсоном та Джеремі Вудом розпочала співпрацю з провідними світовими науковцями в галузі фундаментальних досліджень, більшість з яких опубліковані в рецензованих виданнях. Усі дослідження і технічні специфікації та інші заходи, пов'язані з розробкою Cardano є загальнодоступними. Cardano був спроєктований глобальною командою експертів з таких дисциплін, як розподілені системи, мови програмування та теорія ігор, і розробляється спільно IOHK, Фондом Cardano та Emurgo.
IOHK розвиває технологію, Фонд Cardano відповідає за нагляд над розробкою та просуванням Cardano, а Emurgo керує комерційною реалізацією. Перелічені суб'єкти є «опікунами», оскільки в кінцевому підсумку мережа повинна бути повністю децентралізованою (станом на 10.03.2021 мережа децентралізована на 90 %). Вона належатиме спільноті, і саме спільнота прийматиме рішення про її майбутнє завдяки вдосконаленим функціям управління.
Розвиток Cardano був розбитий на п'ять епох: Байрон, Шеллі, Гоген, Башо і Вольтер. Кожна епоха концентрується на певних наборах функцій, які перелічені у дорожній карті (англ. roadmap). Робота над кожною епохою ведеться паралельно.
1 квітня 2021 року мережа Cardano стала повністю децентралізованою.

## Емісія
Випуск нової кількості Cardano забезпечує форжинг, заснований на аналізі кількості криптовалюти у володінні. Консенсус досягається шляхом загального голосування власників Cardano, які обирають лідерів слота з урахуванням частки кожного, хто має Cardano.
На початку квітня 2021 року компанія Input Output Global (IOG) повідомила, що мережа Cardano тепер повністю децентралізована і що за все виробництво блоків в мережі Cardano тепер відповідальні виключно оператори пулу часток.

## Обмін
Для здійснення обміну потрібно 15 підтверджень. Блоки в блокчейні ADA з'являються приблизно кожні 20 секунд. Середній час підтвердження обміну — 5 хвилин.
Комісія Cardano дуже маленька — менше 1 цента.
Cardano можна обміняти на фіатні гроші і інші криптовалюти. Зазвичай, обміни відбуваються на спеціалізованих онлайн-майданчиках обміну.